# Drycothaea bicolorata
Drycothaea bicolorata es una especie de escarabajo longicornio del género Drycothaea, familia Cerambycidae. Fue descrita científicamente por Martins & Galileo en 1990.
Habita en Brasil y Ecuador. Los machos y las hembras miden aproximadamente 7,9-10,2 mm. El período de vuelo de esta especie ocurre en los meses de septiembre y octubre.